# Юсуф Иззеддин-эфенди
Шехзаде́ Юсу́ф Иззедди́н-эфе́нди (тур. Yusuf İzzeddin Efendi; 11 октября 1857, Стамбул — 1 февраля 1916, там же) — старший сын османского султана Абдул-Азиза от его первой жены Дюрринев Кадын-эфенди. С 1909 года и до своего самоубийства носил титул наследника престола (велиахд-ы салтанат).
На момент рождения Юсуфа Иззеддина трон занимал его дядя Абдул-Меджид I, запрещавший наследникам заводить детей до вступления на престол, поэтому рождение шехзаде держали в тайне до восшествия на престол его отца в 1861 году. Став султаном, Абдул-Азиз, видевший наследником своего старшего сына, а не племянника Мехмеда Мурада-эфенди, стал делать шаги к изменению принципов престолонаследия: зачислил Юсуфа Иззеддина в армию, издал указ, изменивший принцип наследования в Египетском эялете, брал сына с собой в заграничные поездки и на различные церемонии внутри страны. Однако, в конечном итоге, султан не решился на более значимые меры, опасаясь смуты, а потом и вовсе был свергнут и скончался при странных обстоятельствах.
После смерти отца Юсуф Иззеддин взял под свою защиту своих малолетних единокровных сестёр. В правление Абдул-Хамида II у Юсуфа Иззеддина, как и у многих других членов династии, возникли финансовые сложности; кроме того, он оказался под бдительных наблюдением султанских шпионов, хотя имел с султаном хорошие отношения. В это же время шехзаде вёл заметки, которые рассматриваются некоторыми историками как подготовка к восшествию на престол.
После свержения Абдул-Хамида II и возведения на престол Мехмеда V Решада 27 апреля 1909 года Юсуф Иззеддин-эфенди стал «очевидным наследником». Шехзаде было возвращено всё имущество, которое в начале своего правления забрал Абдул-Хамид II. Основной резиденцией шехзаде стал павильон Зинджирликую, кроме того, ему принадлежал особняк в Нишанташи и павильон в Чамлыдже с большим участком земли. Став первым наследником, Юсуф Иззеддин-эфенди стал больше участвовать в официальных мероприятиях, принимать активное участие в работе неправительственных организаций, а также представлять султана в заграничных поездках.
Свержение и смерть отца, постоянный надзор во время правления Абдул-Хамида II, большая ответственности и давление, оказываемое со стороны должностных лиц, не могли не сказаться на психическом здоровье Юсуфа Иззеддина — со временем он стал страдать ипохондрией, раз за разом выискивая у себя различные заболевания. Никакие обследования и увещевания врачей и государственных деятелей не смогли убедить наследника в том, что он здоров. 1 февраля 1916 года Юсуф Иззеддин-эфенди должен был отправиться на лечение в Европу, однако ночью он вскрыл себе вены и скончался от потери крови.

## Биография

### Происхождение и ранние годы
Шехзаде Юсуф Иззеддин-эфенди родился 11 октября 1857 года во дворце Долмабахче в семье будущего османского султана Абдул-Азиза и его первой жены — абхазской княжны Дюрринев Кадын-эфенди. Юсуф Иззеддин был старшим сыном и старшим ребёнком из тринадцати детей султана, однако полнородной из всех братьев и сестёр шехзаде приходилась только Салиха-султан.

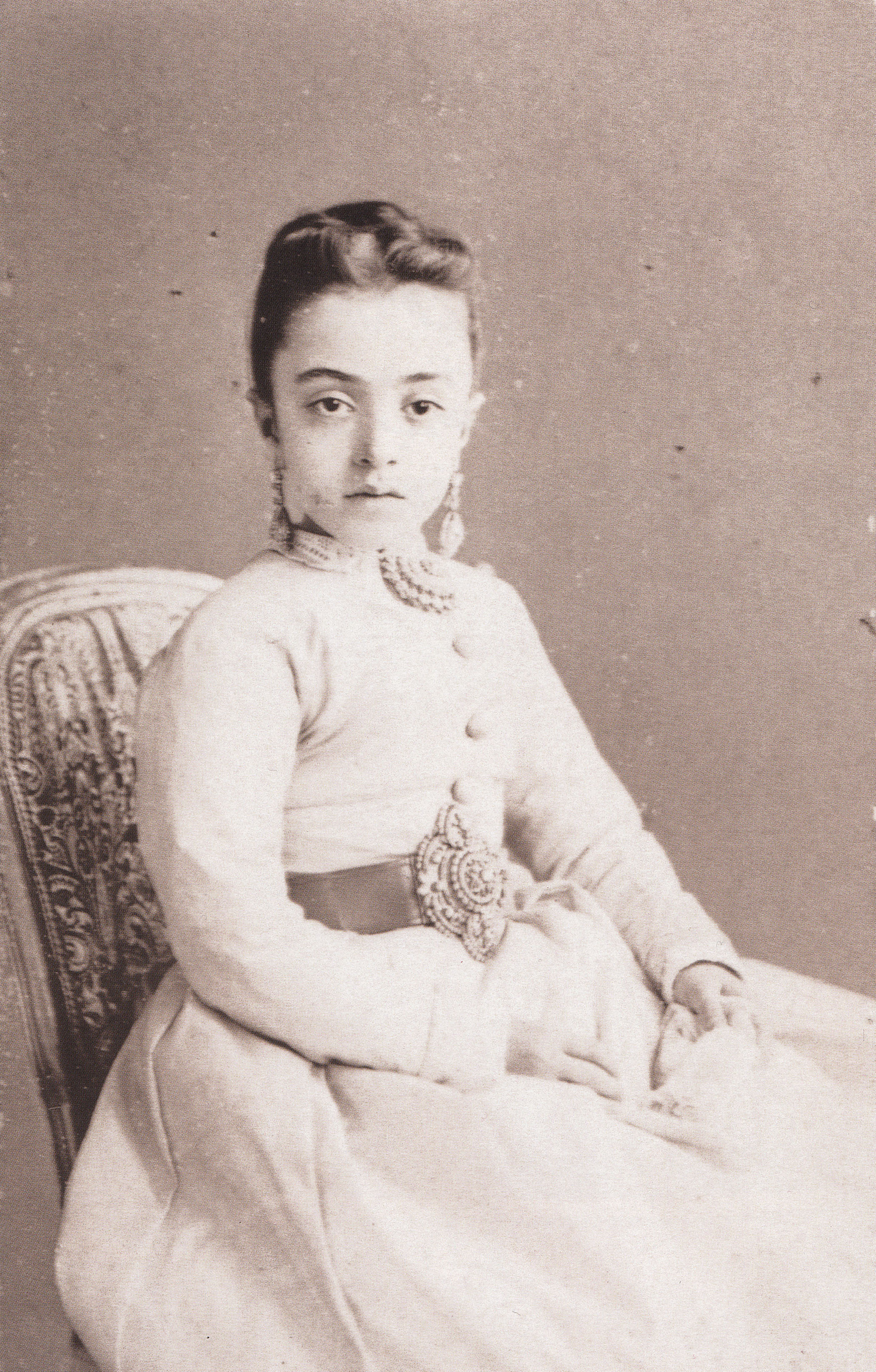
Салиха-султан, единственная полнородная сестра Юсуфа Иззеддина. 1873 год

На момент рождения Юсуфа Иззеддина-эфенди султанский трон занимал его дядя Абдул-Меджид I, а отец мальчика носил титул наследника престола (тур. veliahd-ı saltanat — «велиахд-ы салтанат»). Согласно действовавшим тогда правилам, наследникам нельзя было заводить детей до вступления на престол. Рождение Юсуфа Иззеддина явилось нарушением этого правила, поэтому его существование держалось в тайне: Али Акйылдыз, автор статьи о Юсуфе Иззеддине-эфенди в «Исламской энциклопедии», писал, что мальчик воспитывался в доме муллы из Мекки Кадри-бея в Эюпе, однако ходили слухи, что султан Абдул-Меджид I знал о рождении ребёнка у наследника, но не предпринимал никаких действий. Впервые шехзаде был представлен публике только 11 июля 1861 года — после того, как Абдул-Азиз стал султаном.
Юсуф Иззеддин-эфенди получил хорошее образование: он брал уроки у лучших военных, политических и религиозных деятелей империи — Миралай Сулейман-бея, Омера-эфенди, муфтия Топхане Омера Лютфи-эфенди, Гази Ахмеда Мухтара-паши и Гюрджю Шерифа-эфенди. Кроме того, шехзаде обучался французскому языку у главного врача султана Марко-паши и зятя Сакызлы Оханнеса-паши Шарля. Османский драматург Абдулхак Хамид Тархан заявлял, что Юсуф Иззеддин хорошо знал французский, но говорил на нём немного невнятно; эти уроки шехзаде продолжал брать и тогда, когда был объявлен наследником престола.
20 июня 1870 года Юсуф Иззеддин вместе с братом Махмудом Джелаледдином-эфенди и кузеном Сулейманом Селимом-эфенди прошёл процедуру обрезания. Первоначально планировались крупные торжества по этому случаю, однако 5 июня 1870 года в Бейоглу произошёл большой пожар, в результате которого было уничтожено от 7 до 8 тысяч домов и погибло много людей. В конечном итоге, большие торжества были отменены, но вместе с шехзаде в Стамбуле бесплатно прошло процедуру обрезания 14 207 детей из бедных семей.
Придворная дама Лейла Ачба, приходившаяся Юсуфу Иззеддину-эфенди кузиной по материнской линии, описывала его как симпатичного мужчину невысокого роста, с каштановыми волосами и зелёно-карими глазами.

### Военная служба и вопрос престолонаследия
Начиная с XVII века, после того, как перестал применяться закон Фатиха, в Османской империи действовал сеньорат (тур. ekberiyyet) — принцип наследования, при котором султаном становился старший мужчина в семье. Однако Абдул-Азиз, как и его предшественник, не хотел мириться с таким положением дел и желал передать трон своим детям. В этом деле он продвинулся дальше брата Абдул-Меджида I, видевшего своим преемником старшего сына Мехмеда Мурада-эфенди. В 1863 году Абдул-Азиз с официальным визитом посетил Египет и по возвращении он зачислил старшего шестилетнего сына в сухопутные войска, а второго сына Махмуда Джелаледдина-эфенди, которому на тот момент не было и года, во флот; таким образом султан попытался привлечь на свою сторону военную бюрократию, чтобы предотвратить с её стороны возможные возражения против изменения принципа престолонаследия. 28 мая 1866 года Абдул-Азиз издал указ, которым изменил принцип наследования в Египте в пользу детей правившего тогда Исмаила-паши; таким образом султан начал подготовку общества к смене наследника и в самой империи.

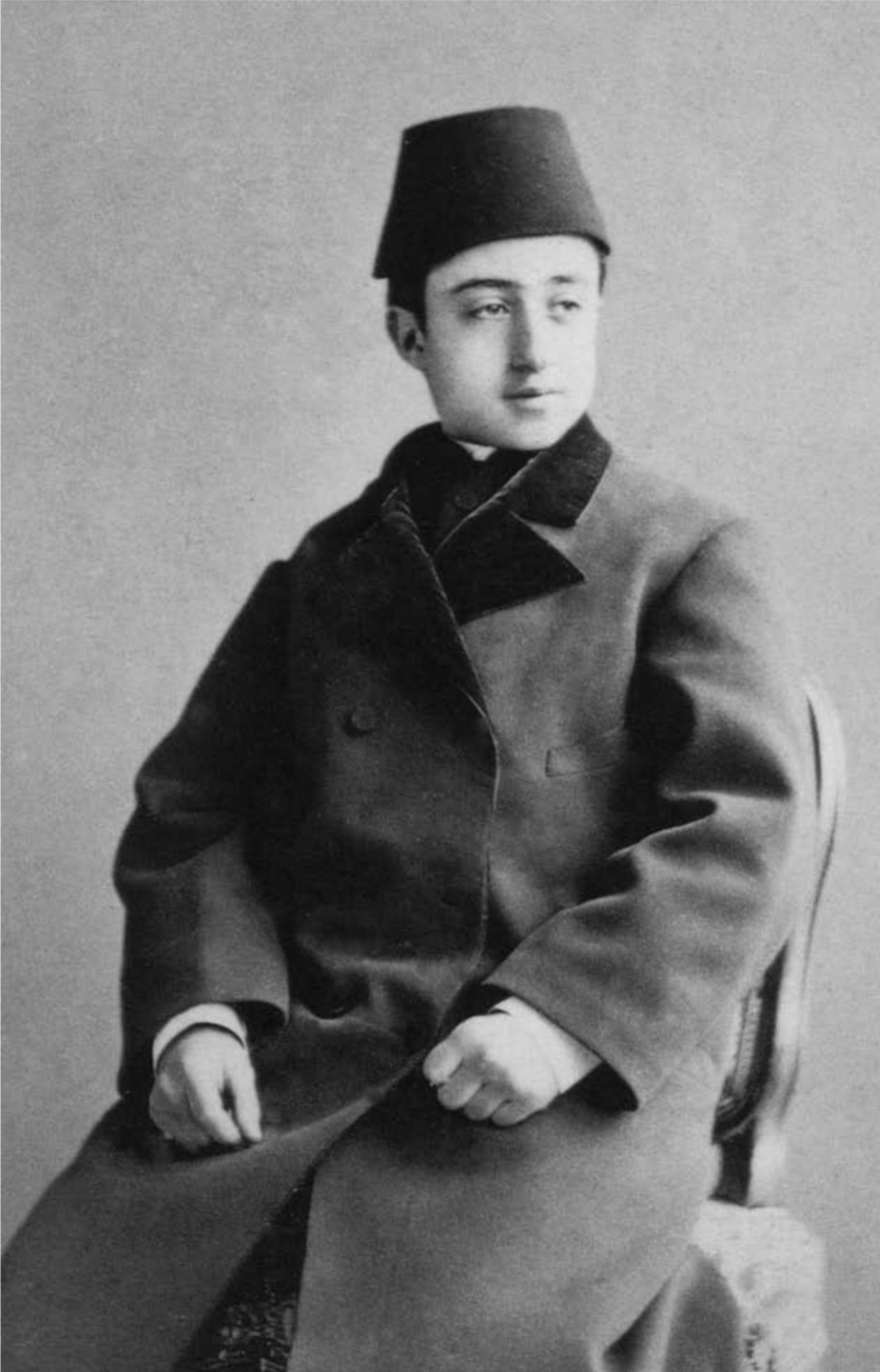
Юсуф Иззеддин в возрасте 16 лет

3 июля 1866 года Юсуф Иззеддин-эфенди был назначен майором (бинбаши) пятого батальона 1-й армии; в октябре того же года шехзаде приказал своему батальону устроить парад во время церемонии, проводимой в честь приветствия принца Карла фон Гогенцоллерн-Зигмарингена, посетившего в это время Стамбул. 3 сентября 1867 года шехзаде был назначен каймакамом и приступил к обучению в военной академии. 15 июля 1868 года Юсуф Иззеддин получил звание полковника (миралай) особого пехотного полка 1-й армии, 30 мая 1870 года — бригадного генерала (мирлива) первого и второго пехотных полков 1-й армии, 3 ноября 1871 года — возглавил штаб 1-й армии со званием ферыка, а 18 апреля 1872 года шехзаде был награждён орденом Меджидие и получил звание фельдмаршала (мюшир) 1-й армии. Все свои армейские обязанности до совершеннолетия наследник выполнял через доверенное лицо.
Во время продвижения по военной службе Юсуф Иззеддин-эфенди оставался в центре внимания общественности, участвуя в церемониях приветствия рядом со своим отцом, посещая различные учреждения и получая важные назначения. В 1867 году Юсуф Иззеддин сопровождал отца в поездке по Европе. Постоянное внимание султана к своему сыну привело к тому, что некоторые бюрократы, которые хотели вести собственный бизнес, пытались связаться с высшим руководством через Юсуфа Иззеддина, путём передачи ему подарков, планов работ или пожертвований, сделанных от имени шехзаде. Юсуф Иззеддин-эфенди, основательно увлёкшийся военным делом, участвовал в военных учениях и парадах. Кроме того, он руководил арсеналом, воинскими частями, военным и медицинским колледжами, регулярно инспектировал занятия в них. Он посещал металлургический и суконный заводы Зейтинбурну, знакомился с отчётами о работе этих предприятий, участвовал во многих мероприятиях, таких как закладка фундамента при строительстве различных зданий и выпускные церемонии в учебных заведениях Стамбула.
В начале 1872 года в Стамбуле распространился слух, что великий визирь Махмуд Недим-паша получил устное одобрение шейха-уль-ислама на изменение принципа престолонаследия, но этот слух был опровергнут как самим Махмудом Недимом-пашой, так и представителями дворца. Однако после этого мероприятия по привлечению принца к управлению продолжились. Кроме того, медаль, отправленная королём Италии Виктором Эммануилом в Стамбул для наследного шехзаде Мехмеда Мурада-эфенди через генерала Пралормо, была вручена Юсуфу Иззеддину благодаря действиям Абдул-Азиза. Все эти выпячивания Юсуфа Иззеддина на первый план не приветствовались общественностью и политическими деятелями: политики полагали, что Абдул-Азизу гораздо полезней было фактически подготовить сына к восшествию на престол, не объявляя о смене наследника, поскольку обратное могло привести к смуте.

### В правление кузенов
Отец Юсуфа Иззеддина-эфенди был свергнут в результате переворота в 1876 году, так и не завершив свои усилия по изменению принципа престолонаследия. В ночь с 29 на 30 мая Абдул-Азиз с семьёй оказался заблокирован во дворце Долмабахче и оказался полностью отрезан от внешнего мира. К власти пришёл Мурад V, страдавший психическим расстройством. Абдул-Азиз вместе с семьёй был вывезен во дворец Топкапы на двух султанских баржах, а затем с позволения Мурада V и его советников перебрался с семьёй в выбранный им дворец Ферие. Через несколько дней после переворота Абдул-Азиз был найден мёртвым с перерезанными запястьями. Поскольку Юсуф Иззеддин после смерти отца стал старшим мужчиной в семье, под его опекой оказались единокровные сёстры — осиротевшая Эмине-султан и Эсма-султан.
Правление Мурада V оказалось недолгим: 31 августа 1876 года на трон в результате очередного переворота взошёл Абдул-Хамид II, позволивший семье Абдул-Азиза покинуть своё заточение. В правление Абдул-Хамида II у Юсуфа Иззеддина-эфенди, как и у многих других членов династии, возникли финансовые сложности: у него были трудности с выплатой жалованья, и бывали случаи, когда он месяцами не получал положенных ему денег. Несмотря на это, Абдул-Хамид с уважением относился к кузену, что не укрылось от глаз в том числе и иностранных наблюдателей: так, путешественник Поль Феш сообщал, что Абдул-Хамид дал Юсуфу Иззеддину больше свободы, чем другим шехзаде, а La Westminster Gazette писала, что отношения Юсуфа Иззеддина-эфенди с дворцом Йылдыз были хорошими. Однако, несмотря на всё это, и сам шехзаде и его окружение, как и другие члены династии, находились под бдительным оком султанских шпионов.
В 1900 году Юсуф Иззеддин-эфенди вёл заметки, содержащие его взгляды на различные вопросы во многих сферах жизни Османской империи: патриотизм, вопросы управления государством, место женщины в обществе, послушное терпение Османской нации по отношению к своим правителям, пресса и цензура, «добродетели демократии» (конституционная монархия), место поэтов в науке и образовании, панисламизм, система правосудия и суды, значение военно-морского флота. Али Акйылдыз отмечал, что эти заметки можно рассматривать как отражение его усилий по подготовке к восшествию на престол.

### Наследник престола
После свержения Абдул-Хамида II и возведения на престол Мехмеда V Решада 27 апреля 1909 года Юсуф Иззеддин-эфенди стал «очевидным наследником» (тур. veliahd-ı saltanat). Решением, принятым в тот же день, все земли, концессии и недвижимое имущество султанской семьи, числившиеся с 1876 года за Абдул-Хамидом, были переданы министерству финансов и вновь распределены между прошлыми владельцами. Среди этого имущества были восемьдесят семь магазинов и фермы Хекимбаши и Чавушбаши в Топхане, которые до 1876 года были закреплены за Юсуфом Иззеддином-эфенди. Получив обратно эти владения, Юсуф Иззеддин пожертвовал шестьдесят четыре магазина военным, а оставшееся имущество зарегистрировал на своё имя. Среди вновь приобретённого имущества согласно документам были поле, огород, особняк и магазин на улице Кючюкчифтлик в районе Сулеймание. Основной резиденцией шехзаде стал павильон (кёшк) Зинджирликую, кроме того, ему принадлежал особняк в Нишанташи и павильон в Чамлыдже с большим участком земли.

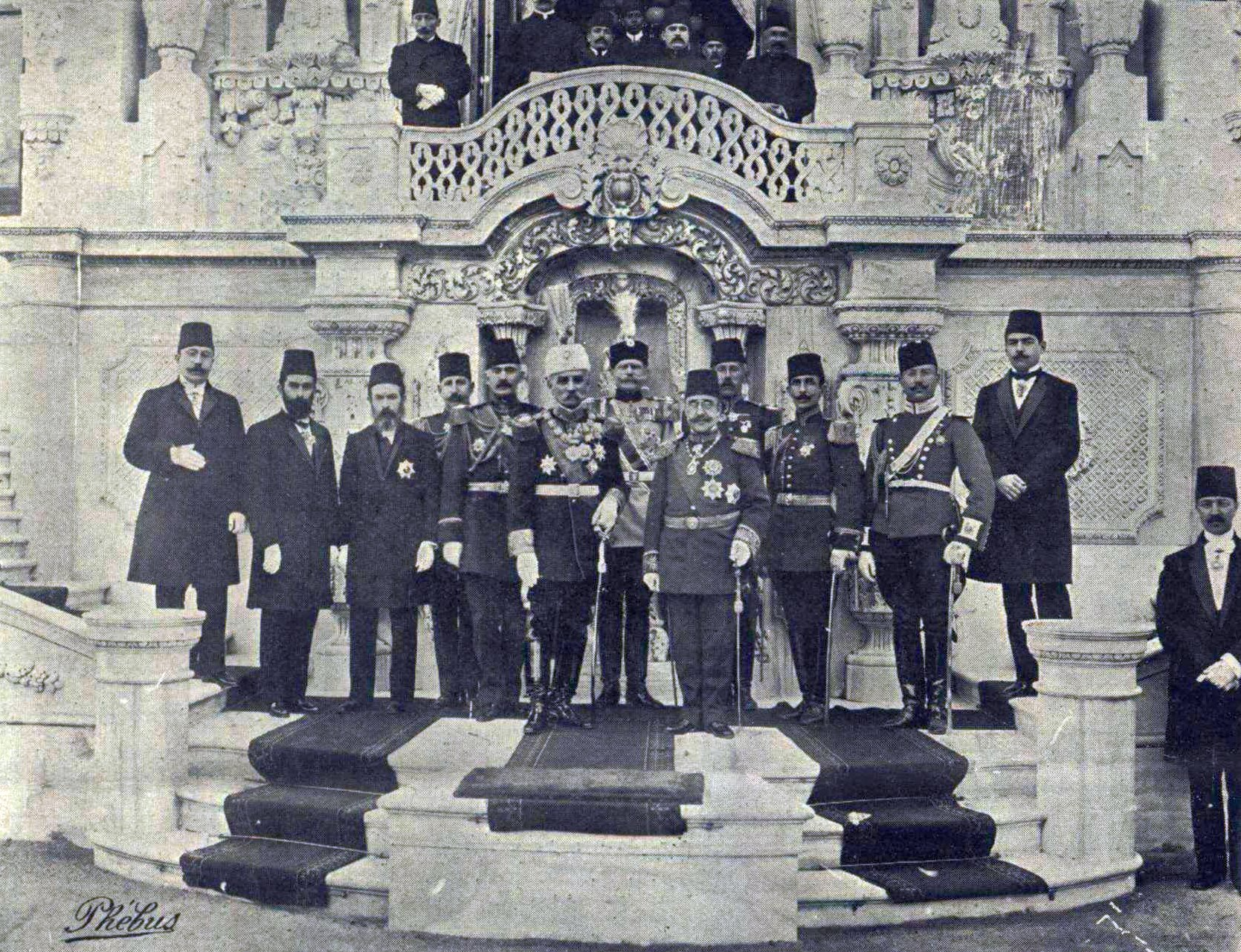
Фотография визита сербского короля Петра I Карагеоргиевича в Стамбул 14 апреля 1910 года из журнала Servet-i Fünûn. Юсуф Иззеддин крайний слева

Став первым наследником, Юсуф Иззеддин-эфенди стал больше участвовать в официальных мероприятиях. 15 ноября 1909 года он присутствовал на церемонии открытия второго срока депутатского меджлиса во дворце Чыраган, посетил мечеть плаща Пророка во время ежегодного приветствия, которое происходило 15 числа месяца Рамадана, а 21 марта 1910 года сопровождал султана на встрече Мехмеда Решада с первым болгарским царём Фердинандом I и его женой царицей Элеонорой. Во время этого визита болгарской четы в Стамбул Юсуф Иззеддин принимал Фердинанда в своих апартаментах в султанском дворце. 3 апреля столицу посетил сербский король Пётр I Карагеоргиевич, которого османский наследник также принимал в своих покоях. 23 июля 1910 года по случаю второй годовщины провозглашения конституционной монархии, Юсуф Иззеддин вместе с султаном и другими гостями смотрел парад османского флота в районе Хайдарпаша с яхты «Эртугрул». 28 августа на этой же яхте шехзаде отправился на лодочные гонки в Моде, проводимые в пользу Османского военно-морского общества, и следил за ночными гуляниями. 27 октября наследник вместе с султаном участвовал в манёвре, проведенном в сеидском районе Кыркларели, целью которого было запугать балканские государства. На следующий день Юсуф Иззеддин-эфенди принял участие в пятничном приветствии в мечети Селимие, а 14 ноября — в церемонии открытия парламента третьего созыва. В 1869 году в Стамбуле побывала императрица Евгения, супруга Наполеона III; 29 июня 1910 года Евгения совершила частный визит в столицу Османской империи на своей яхте, и по просьбе султана Юсуф Иззеддин принял её во дворце, а затем совершил ответный визит к ней на яхту.
Юсуф Иззеддин-эфенди принимал активное участие в работе некоторых неправительственных организаций. Он был покровителем и почётным президентом Турецкой ассоциации, основанной в 1908 году, помогал Османскому военно-морскому обществу и был почётным председателем Клуба Ортакёйского союза и взаимопомощи (тур. Ortaköy İttihat ve Teâvün Kulübü). Он также участвовал во внутренних турах султана Мехмеда Решада в качестве наследника. 2 сентября 1909 года Юсуф Иззеддин вместе с султаном отправился в Муданью на яхте «Эртугрул», где посетил гробницы, мечети и открытие выставки, приуроченной к прибытию султана и наследника. 27 октября 1909 года он вместе с султаном отправился поездом в Измит и заночевал на пришвартованной здесь яхте «Эртугрул». 9 марта 1911 года он был назначен почётным председателем Османского общества Красного Полумесяца, воссозданного под эгидой султана Мехмеда Решада. Во время Балканской войны, 4 ноября 1912 года, шехзаде с делегацией отправился поездом в Чаталджу, чтобы поднять дух солдат; однако, когда его школьный друг Назым-паша сказал, что голодные и несчастные солдаты не в состоянии слушать ничьи советы, наследник вернулся, не выходя из поезда. В июле 1913 года Юсуф Иззеддин побывал в Эдирне, а в июле 1915 года — в Чанаккале и Галлиполи, где бушевала война.

#### Зарубежные визиты

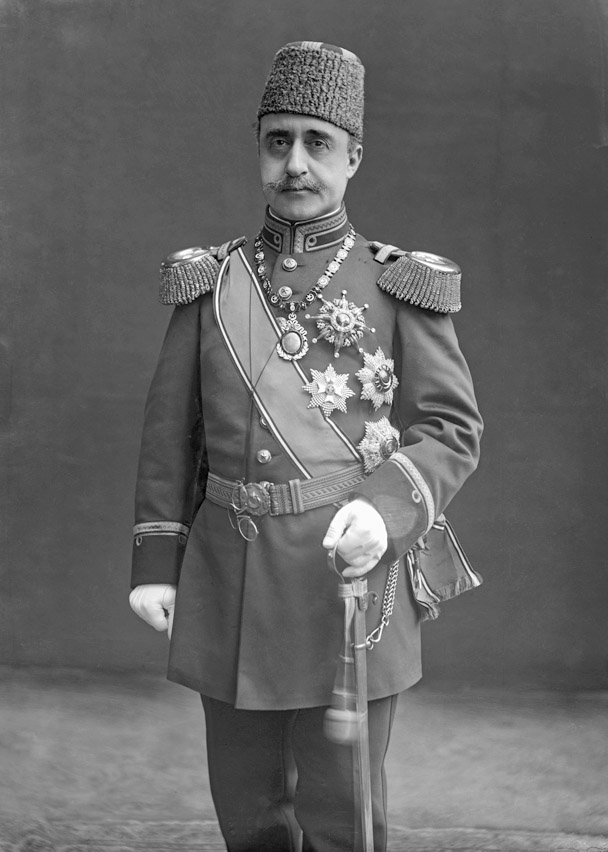
Юсуф Иззеддин в Виндзоре во время коронации Георга V.
Фотопортрет работы Лафайетт, Джеймс, 1911 год

Помимо участия в мероприятиях внутри страны, Юсуф Иззеддин выполнял представительские функции заграницей. Так, наследник во время чрезвычайного визита представлял султана Мехмеда V Решада на похоронах короля Великобритании Эдуарда VII, скончавшегося 6 мая 1910 года. На обратном пути шехзаде останавливался в Белграде и Софии, нанеся ответные визиты сербскому королю и болгарскому царю.
22 июня 1911 года Юсуф Иззеддин-эфенди присутствовал на коронации Георга V: он присутствовал на церемонии в Вестминстерском аббатстве и других коронационных мероприятиях, за что получил от Георга V Большой крест Викторианского ордена. По пути в Лондон в Париже он встретился с президентом Франции Клеманом Арманом Фальером. На обратном пути Юсуф Иззеддин заехал в Рим, где встретился с итальянским королём Виктором Эммануилом III, провёл в Квиринальском дворце две ночи и вернулся в Стамбул через Вену 11 июля.
Германский император Вильгельм II пригласил шехзаде Юсуфа Иззеддина в Берлин для наблюдения за военными учениями, которые должны были состояться 1 сентября 1911 года. Наследник отправился в Констанцу на крейсере «Меджидие» и присутствовал на банкете, устроенном в его честь в летней резиденции румынского короля в Синае. Завершив свою миссию в Германии, делегация вернулась в Стамбул 12 сентября.

### Последние годы и смерть
Свержение и смерть отца, постоянный надзор во время правления Абдул-Хамида II, большая ответственность и давление, оказываемое со стороны должностных лиц, в том числе личного помощника и адъютанта (оба они принадлежали к партии «Единение и прогресс»), не могли не сказаться на психическом здоровье Юсуфа Иззеддина — со временем он стал страдать ипохондрией, раз за разом выискивая у себя различные заболевания. Сначала наследник подозревал у себя болезнь сердца, однако обследование показало, что он здоров. Затем, шехзаде стало казаться, что у него рак гортани, который также не подтвердился. Ситуацию усугублял тот факт, что к концу 1911 года кузен Юсуфа Иззеддина Мехмед Вахидеддин, которого наследник считал своим врагом, стал настаивать на официальном назначении его вторым наследником; несмотря на то, что султан заверил Юсуфа Иззеддина, что не собирается идти на поводу у Вахидеддина, наследник продолжал проявлять беспокойство по этому вопросу. Правительство решило отправить Юсуфа Иззеддина на лечение в Швейцарию после того, как не увенчались успехом попытки местных врачей убедить шехзаде в том, что он здоров и рака у него нет. Юсуф Иззеддин и его спутники, достигшие Вены через Констанцу 9 августа 1912 года, собирались отправиться оттуда в Швейцарию, однако здесь шехзаде осмотрел Герман Шлезингер, врач императора Франца Иосифа, и заявил, что болезнь была не раком, а нервным расстройством, вследствие чего было принято решение пролечить Юсуфа Иззеддина в санатории под Веной. Доктор Шлезингер сообщил, что в результате лечения жалобы наследника уменьшились, но депрессивное настроение могло сохраняться некоторое время. Делегация вернулась в Стамбул 7 октября.
Акйылдыз писал, что из десятков рапортов и писем в деле наследника становится ясно, что Юсуф Иззеддин-эфенди не прислушивался к окружающим его врачам и государственным деятелям и что он постоянно беспокоил их после 1912 года, когда иллюзия болезни усилилась. Весной 1914 года, когда состояние Юсуфа Иззеддина усугубилось, было решено отправить его обратно в Европу. Тем временем он, не колеблясь, потребовал от султана заверений в том, что его не отстранят от престолонаследия. Султан Мехмед Решад твёрдо сообщил шехзаде, что даже не думает об этом. Однако поездка в Европу была отложена из-за начала Первой мировой войны. Главный писарь султанского секретариата Халид Зия Ушаклыгиль отмечал, что по мере того, как прогрессировало расстройство наследника, Юсуф Иззеддин всё чаще встречи с врачами превращал в допросы и требовал клятвенно подтверждать диагноз.

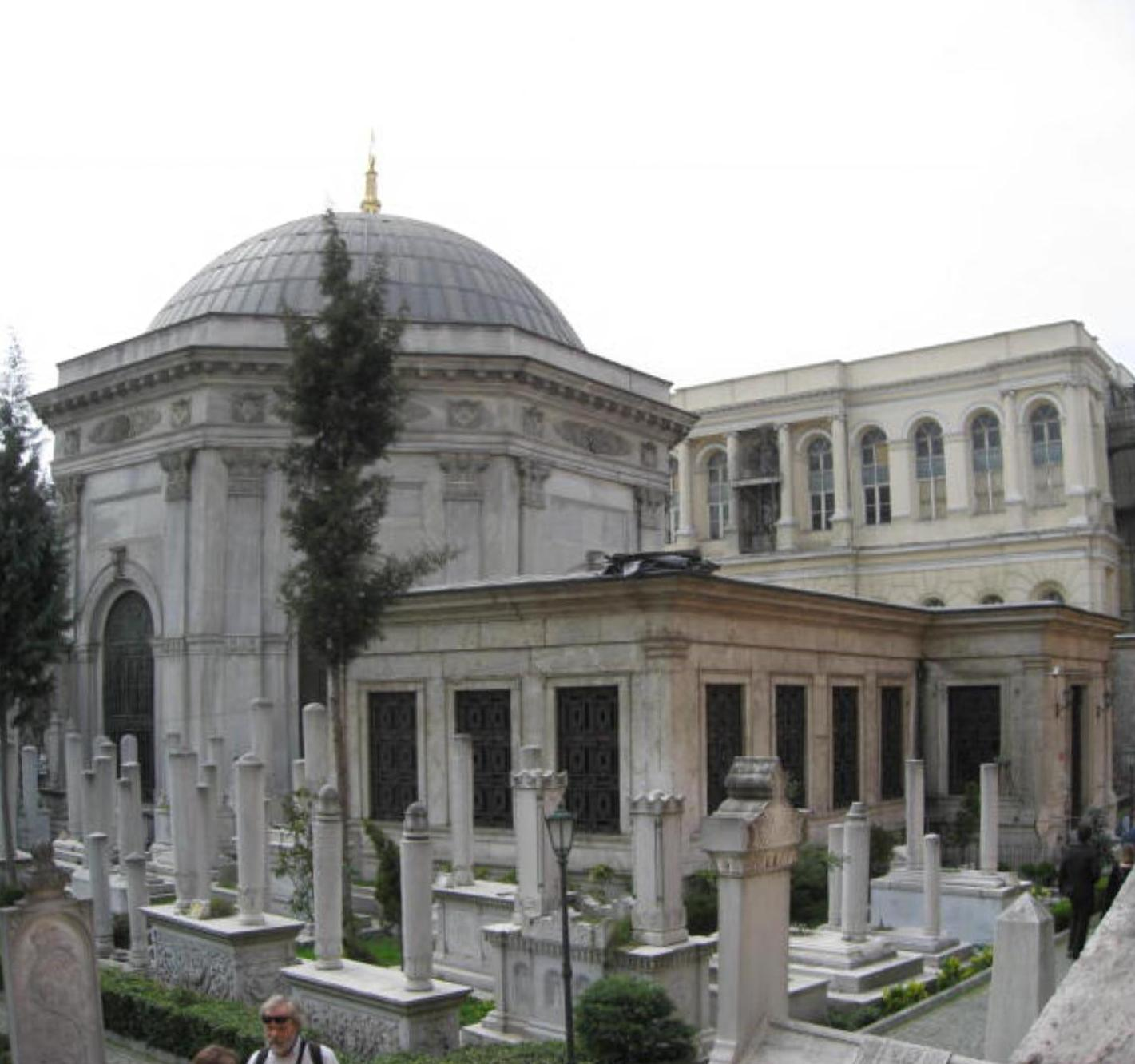
Тюрбе Махмуда II, в котором похоронен Юсуф Иззеддин-эфенди

31 января 1916 года Юсуф Иззеддин покинул свой особняк, чтобы помолившись в мечети Пертевниял Валиде-султан, посетить могилы своей бабки, своей первой жены Чешмиаху Ханым-эфенди и их сына Мехмеда Бахаеддина-эфенди, расположенных на местном кладбище. На следующий день он должен был отправиться на лечение в Европу, однако делать этого он не планировал: ночью он попытался покончить жизнь самоубийством, перерезав бритвой вены на запястье левой руки, и умер от потери крови, несмотря на всё вмешательство прибывших врачей. В предсмертной записке он заявил, что не может смириться с ситуацией, в которой он оказался, что у него финансовые трудности, что он знает, что самоубийство — это плохо, и что он искал убежища в прощении Аллаха и заканчивает записку словами «Да простит Аллах мои ошибки».
Юсуф Иззеддин-эфенди был похоронен в тюрбе деда Махмуда II. Внезапная смерть наследника стала причиной многочисленных слухов, в числе которых доминировал тот, согласно которому Юсуф Иззеддин не совершал самоубийства, а был убит членами партии «Единение и прогресс».

## Семья
В правление отца Юсуфа Иззеддина-эфенди султана Абдул-Азиза был отменён запрет на создание семьи для наследников султана: отныне все шехзаде, начиная с сыновей Абдул-Меджида I, получали возможность создать семью, а также обзавестись личным имуществом, в частности прибрежными особняками, павильонами и виллами. Сам Юсуф Иззеддин до 1876 года и после 1909 года владел 87 магазинами и фермами Хекимбаши и Чавушбаши в Топхане, а также после 1909 года приобрёл большой участок земли с особняком и магазином на улице Кючюкчифтлик в районе Сулеймание. Основной резиденцией шехзаде стал павильон (кёшк) в квартале Зинджирликую района Шишли, кроме того, ему принадлежал особняк в Нишанташи и павильон в Чамлыдже с большим участком земли.

Михришах-султан, младшая (посмертная) дочь Юсуфа Иззеддина с первым мужем шехзаде Омером Фаруком-эфенди

Али Акйылдыз в статье о шехзаде в «Исламской энциклопедии» писал, что Юсуф Иззеддин был женат шесть раз и помимо этих жён имел двух фавориток — Мюлеввен-ханым и Бедриджемаль-ханым. Первой женой Юсуфа Иззеддина-эфенди была Чешмиаху Ханым-эфенди, мать шехзаде Мехмеда Бахаеддина-эфенди, родившегося и умершего в 1883 году. Следующие четыре брака, которые шехзаде заключал последовательно с Джавидан Ханым-эфенди (род. 12 января 1870) 20 мая 1885 года, Эмине Назикедой Ханым-эфенди (род. 30 мая 1872) 6 июня 1886 года, Фаикой Тазенде Ханым-эфенди (род. 10 октября 1875) 15 октября 1892 года и Эбрунияз Ханым-эфенди, были бездетными. Ещё трое детей родились в последнем браке с Леман Ханым-эфенди (6 июня 1888—5 августа 1953), заключённом 4 февраля 1904 года: Хатидже Шюкрие-султан родилась 24 февраля 1906 года, Мехмед Низамеддин-эфенди родился 10 декабря 1908 года или 10 января 1909 года, а Михрибан Михришах-султан родилась 30 мая или 5 июня 1916 года — уже после смерти Юсуфа Иззеддина.
Согласно Харуну и Лейле Ачба, по меньшей мере две жены Юсуфа Иззеддина происходили из знатных семей с Кавказа: Джавидан Ханым-эфенди была дочерью Айше Кемалифер Дзяпш-Ипа, младшей сестры матери Юсуфа Иззеддина, и Омера Ачба, а Эмине Назикеда Ханым-эфенди (род. 30 мая 1872) была дочерью Халиля Аредба, брата главной жены последнего османского султана Эмине Назикеды Кадын-эфенди.
Согласно воспоминаниям учительницы султанских детей Сафие Унювар, беременная младшей дочерью Леман Ханым-эфенди, к которой султан Мехмед V Решад питал большое уважение, четыре месяца после смерти мужа провела в султанском дворце, добиваясь распределения имущества Юсуфа Иззеддина и пытаясь защитить наследство своих детей.

## Личность
Посол Франции в Стамбуле граф де Муи описывал Юсуфа Иззеддина-эфенди как высокомерного, упрямого и гордого человека. Французский путешественник Поль Одель, посетивший Стамбул в 1872 году, нашёл шехзаде «жёлтым, иссохшим, слабым и глупым юношей». Халид Зия Ушаклыгиль, лично знавший Юсуфа Иззеддина, утверждал, что наследник полон высокомерия, надменности и гордыни, чрезмерно дотошный, сварливый и резкий, он говорил короткими предложениями словно был очень нерешителен. Поль Феш, с другой стороны, утверждал, что, хотя считается, что у Юсуфа Иззеддина был надменный характер, это было связано с близорукостью шехзаде.
Газета L'Écho de Paris описывала наследника как умного и честного человека; Neue Freie Presse считала его слишком самоуверенным — каким был и его отец. Венгерский востоковед и политолог Армин Вамбери считал Юсуфа Иззеддина «хорошим солдатом». Турецкий политик Исмаил Хаккы Байкал писал, что Юсуф Иззеддин суров, но добр, приятен в общении, силён физически, обладает хорошей памятью и широтой взглядов, благороден, откровенен и услужлив. Турецкий журналист Ахмед Ихсан-бей называл его человеком с яркими идеями, который следит за прессой и происходящими событиями.

## Награды и память
Юсуф Иззеддин-эфенди получил ряд государственных наград:
- Орден Дома Османов
- Орден почёта
- Орден Османие
- Орден Меджидие[8]
- Орден Славы

Кроме того, Юсуф Иззеддин был награждён иностранными наградами:
- Большой крест Королевского Викторианского ордена[24]

В честь Юсуфа Иззеддина-эфенди был назван форт на Крите, построенный в 1872 году.

## В культуре
Юсуф Иззеддин является главным героем исторического романа Токсоза Байрана Карасу «О Боге и безумии: Исторический роман» (англ. Of God and Madness: A Historical Novel; 2007). Он также появляется в романе Айше Гюльнев Османоглу «Золотая клетка Босфора» (англ. The Gilded Cage on the Bosphorus; 2020).

## Комментарии
1. ↑  По воспоминаниям придворной дамы Назикеды Кадын-эфенди и внучатой племянницы Дюрринев Лейлы Ачбы[тур.], описанным в её книге «Воспоминания черкесской княжны о султанском гареме», Дюрринев родилась в Батуми в семье абхазского князя Махмуда Дзяпш-Ипа[1] и его жены Халиме-ханым, принадлежавшей к княжескому роду Чхотуа[2]; именем при рождении девочки, согласно этой версии, было Мелек Дзяпш-Ипа[1].
2. ↑  В 1850-х годах Абдул-Меджид I брал с собой в свои рабочие поездки сына Мехмеда Мурада, на тот момент занимавшего второе место в линии престолонаследия после Абдул-Азиза, и отправлял его в качестве своего представителя в те поездки, которые не мог совершить сам. Таким образом, султан стремился познакомить сына со страной и дать ему необходимый административный опыт[11]. В это же время султан задумал изменить действовавший в то время порядок наследования престола, однако, в конечном итоге, сам отказался от этой идеи, поскольку посчитал почти невозможным уговорить чиновников пойти на это[12].
3. ↑  Звание среднее между бригадным генералом (мирлива) и генерал-лейтенантом (ферик-и эввель[тур.])
4. ↑  На первой барже вывезли самого бывшего султана, его сыновей Юсуфа Иззеддина и Махмуда Джелаледдина. Вторая баржа была отдана для перевозки женщин и других детей Абдул-Азиза[16].
5. ↑  Мать Эмине Несрин Кадын-эфенди скончалась от болезни 11 или 12 июня 1876 года[18][19].
6. ↑  После провозглашения республики в особняке располагался лицей Ышык[тур.][8].
7. ↑  Среди них отчёты личного врача наследника Нури Кенан-паши, профессоров медицинского факультета Джеляля Исмаила и Хилми Кадри и письма его учителя Гази Ахмеда Мухтара-паши[24].
8. ↑  После провозглашения республики в особняке располагался лицей Ышык[тур.][8].
9. ↑  Османист Энтони Олдерсон и придворная дама Лейла Ачба указывают только четырёх жён: Джавидан, Эмине Назикеду, Тазенде и Леман[3][28].
10. ↑  У Олдерсона Мехмед Бахаеддин не указан[3].
11. ↑  После высылки членов династии в 1923 году Эмине Назикеда осталась в Стамбуле, где некоторое время жила у подруг, а затем уехала в Сивас к дяде Абдулкадыр-бею[31].